# Contarinia solani
Contarinia solani är en tvåvingeart som först beskrevs av Ewald Rübsaamen 1892.  Contarinia solani ingår i släktet Contarinia och familjen gallmyggor. Inga underarter finns listade i Catalogue of Life.